# Bentley Systems
Bentley Systems es una empresa especializada en software para el ciclo de vida de infra-estructuras (diseño, evaluación, optimización, simulación, planificación, construcción y operación). Los productos de la empresa son utilizados en la Ingeniería de Construcción (arquitectura, edificación, carreteras y puentes), Sistema de Información Geográfica (cartografía, Ingeniería geotécnica, Catastro), redes de utilidad (ferrovías, alcantarillado, redes de fibras ópticas) o en el mantenimiento de grandes infraestructuras (por ejemplo una autovía o un aeropuerto).

## Historia
Keith A. Bentley y su hermano Barry J. Bentley fundaron Bentley Systems en 1984. En 1985, trajeron al mercado una versión productiva de un programa llamado PseudoStation, que permitía a los usuarios del IGDS (Interactive Graphics Design System) de Intergraph utilizar los Terminales Gráficos de bajo costo para hacer sus proyectos. Antes de eso, el acceso a eso solo era posible por el medio de ordenadores especiales de alto costo (Sistemas VAX). Los hermanos hicieron una pesquisa de precio a sus clientes potenciales - y llegaran en promedio a $7,943.
El éxito del PseudoStation convenció los hermanos que había un mercado de sistemas CAD para ordenadores personales. Testes demostraron que los ordenadores personales de la época (IBM AT con procesadores Intel 80286) tenían rendimientos suficientes para este tipo de tarea. Así en 1986, lanzaran la versión 1 del MicroStation, que permitía abrir, visualizar y plotar archivos de proyectos de systemas VAX directamente en el PC (una especie muy primitiva del Bentley View).
En el principio, Bentley Systems contó con la ayuda de Intergraph, ambas socias, para vender y distribuir el software. Hoy, la empresa opera independiente como una sociedad limitada.